# NGC 1399
NGC 1399 је елиптична галаксија у сазвежђу Пећ која се налази на NGC листи објеката дубоког неба.
Деклинација објекта је - 35° 26' 59" а ректасцензија 3h 38m 28,9s. Привидна величина (магнитуда) објекта NGC 1399 износи 9,4 а фотографска магнитуда 10,4. Налази се на удаљености од 18,903 милиона парсека од Сунца. NGC 1399 је још познат и под ознакама ESO 358-45, MCG -6-9-12, AM 0336-353, FCC 213, PGC 13418.